# Аджем Юрій Миколайович
Юрій Миколайович Аджем (рос. Юрий Николаевич Аджем, нар. 14 січня 1953, Керч) — радянський футболіст, захисник. Майстер спорту міжнародного класу (1976–1981)
Насамперед відомий виступами за «Таврію» та ЦСКА (Москва), а також національну збірну СРСР.

## Клубна кар'єра
У дорослому футболі дебютував 1971 року виступами за друголігову «Таврію», в якій провів вісім сезонів, взявши участь у 237 матчах чемпіонату. Більшість часу, проведеного у складі «Таврії», був основним гравцем захисту команди. У своєму дебютному сезоні провів за команду тринадцять матчів і забив два голи. У 1973 році Аджем разом із сімферопольським клубом став переможцем першої зони другої ліги СРСР і вийшов у фінальний турнір, в якому розігрувалося право на підвищення в класі. У фіналі, який проходив в Сочі, «Таврія» зайняла друге місце і наступний сезон розпочала в першій лізі.
1979 року перейшов до ЦСКА (Москва), за який відіграв 4 сезони. Граючи у складі московського ЦСКА також здебільшого виходив на поле в основному складі команди, а у 1980–1981 роках був капітаном команди. Після матчу 13 серпня 1981 року на виїзді з «Дніпром» був звинувачений головним тренером ЦСКА Олегом Базилевичем в «небажанні відстоювати честь клубу». На початку вересня 1981 року вийшов наказ Спорткомітету СРСР, в якому низку футболістів вищої ліги було звинувачено в «порушенні морально-етичних норм, у нехтуванні інтересами колективів та у безвідповідальному ставленні до підвищення своєї спортивної майстерності». Всі перераховані в наказі футболісти були дискваліфіковані (без зазначення строку), а Юрій Аджем був позбавлений звання Майстер спорту міжнародного класу. Завдяки зусиллям Олександра Тарханова, який замінив Аджема на посаді капітана команди, термін дискваліфікації протривав лише рік. 25 вересня 1982 року в гостьовому матчі з «Торпедо» (Москва) Аджем знову вийшов на поле в основі ЦСКА і продовжив виступи в клубі.
1984 року Аджемов відправився в розташування групи радянських військ у Німеччині. У період з 1984 по 1990 рік грав за німецькі клуби в третьому дивізіоні чемпіонату НДР.
В 1994 році розпочав тренерську кар'єру, був асистентом у низці російських клубів.

## Виступи за збірну
У складі молодіжної збірної СРСР в 1976 і 1980 роках ставав переможцем молодіжного чемпіонату Європи.
28 березня 1979 року дебютував в офіційних матчах у складі національної збірної СРСР в товариській грі проти збірної Болгарії. Того ж року провів ще три матчі за збірну, після чого до лав національної команди не викликався.
| Дата       | Місто       | Господарі | Результат | Гості          | Турнір            | Голи | Примітки |
| ---------- | ----------- | --------- | --------- | -------------- | ----------------- | ---- | -------- |
| 28/03/1979 | Сімферополь | СРСР      | 3 – 1     | Болгарія       | товариський матч  | -    |          |
| 19/04/1979 | Тбілісі     | СРСР      | 2 – 0     | Швеція         | товариський матч  | -    |          |
| 05/05/1979 | Москва      | СРСР      | 3 – 0     | Чехословаччина | товариський матч  | -    |          |
| 19/05/1979 | Тбілісі     | СРСР      | 2 – 2     | Угорщина       | Відбір до ЧЄ 1980 | -    |          |
| Усього     |             | Матчів    | 4         |                | Голів             | 0    |          |

## Титули і досягнення
- Чемпіон Європи (U-23): 1976
- Чемпіон Європи (U-21): 1980